# Іван Косанчич
Іван Косанчич (серб. Иван Косанчић) — сербський витязь, який загинув у битві на Косовому полі у 1389 році.
Походив з верхнього Топлице, на річці Косаниці поблизу Куршумлії. Залишки замку Івана Косанчича, «Іванова башта» (серб. Иван кула), знаходяться на західному схилі гори, за 33 км на південь від Куршумлії.

## Народні пісні
У сербських епічних піснях, зібраних та опублікованих на початку 19 століття Вуком Караджичем, згадується як побратим Мілоша Обилича та Мілана Топлиці.
(Косовський цикл).

## Легенда
Зі своїми побратимами (Мілошем та Міланом) вирушив зі свого міста на Косово, і здійснивши трапезу (плоскогір'я на горі Радан), спустився на Косово.
Належав до лицарського роду Змай (серб. Змај).